# Pagnoz
Pagnoz és un municipi francès situat al departament del Jura i a la regió de Borgonya - Franc Comtat. L'any 2007 tenia 239 habitants.

## Demografia

### Població
El 2007 la població de fet de Pagnoz era de 239 persones. Hi havia 97 famílies de les quals 26 eren unipersonals (13 homes vivint sols i 13 dones vivint soles), 38 parelles sense fills, 29 parelles amb fills i 4 famílies monoparentals amb fills.
La població ha evolucionat segons el següent gràfic:
Habitants censats

### Habitatges
El 2007 hi havia 113 habitatges, 102 eren l'habitatge principal de la família, 6 eren segones residències i 5 estaven desocupats. 98 eren cases i 15 eren apartaments. Dels 102 habitatges principals, 78 estaven ocupats pels seus propietaris, 22 estaven llogats i ocupats pels llogaters i 2 estaven cedits a títol gratuït; 3 tenien dues cambres, 10 en tenien tres, 30 en tenien quatre i 59 en tenien cinc o més. 96 habitatges disposaven pel capbaix d'una plaça de pàrquing. A 44 habitatges hi havia un automòbil i a 48 n'hi havia dos o més.

### Piràmide de població
La piràmide de població per edats i sexe el 2009 era:
| Homes | Edats   | Dones |
| ----- | ------- | ----- |
| 0     | 95 o +  | 0     |
| 0     | 90 a 94 | 0     |
| 0     | 85 a 89 | 4     |
| 0     | 80 a 84 | 0     |
| 8     | 75 a 79 | 4     |
| 8     | 70 a 74 | 0     |
| 8     | 65 a 69 | 12    |
| 4     | 60 a 64 | 12    |
| 8     | 55 a 59 | 4     |
| 16    | 50 a 54 | 8     |
| 4     | 45 a 49 | 0     |
| 8     | 40 a 44 | 8     |
| 12    | 35 a 39 | 12    |
| 8     | 30 a 34 | 4     |
| 8     | 25 a 29 | 4     |
| 0     | 20 a 24 | 4     |
| 8     | 15 a 19 | 8     |
| 4     | 10 a 14 | 0     |
| 12    | 5 a 9   | 4     |
| 8     | 0 a 4   | 4     |

## Economia
El 2007 la població en edat de treballar era de 151 persones, 108 eren actives i 43 eren inactives. De les 108 persones actives 94 estaven ocupades (50 homes i 44 dones) i 13 estaven aturades (8 homes i 5 dones). De les 43 persones inactives 19 estaven jubilades, 14 estaven estudiant i 10 estaven classificades com a «altres inactius».

### Ingressos
El 2009 a Pagnoz hi havia 97 unitats fiscals que integraven 236 persones, la mediana anual d'ingressos fiscals per persona era de 18.447 €.

### Activitats econòmiques
Dels 8 establiments que hi havia el 2007, 1 era d'una empresa de fabricació d'altres productes industrials, 2 d'empreses de comerç i reparació d'automòbils, 3 d'empreses d'hostatgeria i restauració, 1 d'una entitat de l'administració pública i 1 d'una empresa classificada com a «altres activitats de serveis».
L'únic servei als particulars que hi havia el 2009 era un restaurant.
L'únic establiment comercial que hi havia el 2009 era un supermercat.
L'any 2000 a Pagnoz hi havia 10 explotacions agrícoles.

## Equipaments sanitaris i escolars
El 2009 hi havia una escola elemental integrada dins d'un grup escolar amb les comunes properes formant una escola dispersa.

## Poblacions més properes
El següent diagrama mostra les poblacions més properes.